# جوزيف ليكلايدر
جوزيف كارل رونيت ليكلايدر (بالإنجليزية: Joseph Carl Robnett Licklider) (11 مارس 1915–26 يونيو 1990) يُعرف ببساطة جي. سي. آر أو «ليك». هو عالم نفس أمريكي وعالم حاسوب، يُعتبر أحد أهم الشخصيات في علم الحاسوب وبشكل عام في تاريخ الحوسبة.
يُذكر بشكل خاص باعتباره واحد من أوائل الذين تنبأوا بأسلوب حديث للتطبيقات التفاعلية وتطبيقها على جميع أنواع الأنشطة. يُعتبر أيضًا من رواد الإنترنت لتصوره المسبق لشبكة الحاسوب العالمية قبل وقت طويل من تصميمها. هو فعل الكثير للبدء في هذا التصميم من خلال تمويل البحث مما نتج الكثير منه، بما في ذلك المتعارف عليه اليوم واجهة المستخدم الرسومية، وأربانِت (شبكة وكالة مشاريع الأبحاث المتقدمة)، التي سبقت مباشرةً شبكة الإنترنِت.
كان يُدعى «محوسب جوني أبلسيد» لزرع بذور الحوسبة في العصر الرقمي. أشار روبرت تايلور مؤسس شركة زيروكس بارك لمختبر علم الحاسوب وشركة ديجيتال إكوِبمينت لمركز أبحاث النظم إلى أن «معظم التطورات الهامة في تكنولوجيا الكمبيوتر، بما في ذلك العمل الذي قامت به مجموعته الخاصة في زيروكس بارك-ما كان سوى استقراء لرؤية «ليك». أي لم يكونوا رؤى جديدة حقًا من ابتكار المجموعة. لذلك كان هو حقًا المؤسس لكل ذلك».
يعطي هذا الاقتباس من سيرته الذاتية الكاملة، آلة الأحلام، بعض الدلالة عن انطباعه:
«سيمر أكثر من عقد من الزمن قبل ظهور الحواسيب الشخصية من مرائب وادي السيليكون، وثلاثين عامًا كاملة قبل انفجار الإنترنت في التسعينيات. ما يزال لكلمة حاسوب نبرة مشؤومة، مستحضرة صورة لجهاز ضخم ورهيب، مخبأ في قبو مضاء ومُكيف، مع تجهيز بطاقات مثقبة لبعض المؤسسات الضخمة؛
ومع ذلك، فإن المدني الذي يجلس في مكتب غير مميز في البنتاغون التابع لماكنامارا، يخطط بالفعل للثورة التي ستغير طريقة فهم أجهزة الكمبيوتر إلى الأبد. وعلى نحو أو آخر، رأى أحد شاغلي هذا المكتب مستقبلاً لتعمل أجهزة الكمبيوتر على تمكين الأفراد، بدلاً من إرغامهم على الالتزام الصارم بالمواصفات. ويكاد يكون المُقتنع الوحيد بأن أجهزة الكمبيوتر من الممكن أن تتحول ليس فقط إلى آلات حساب فائقة السرعة، بل أيضاً إلى آلات ممتعة: أدوات تعمل كوسائل جديدة للتعبير، وإلهام الإبداع، وبوابات عالم واسع من المعلومات على شبكة الإنترنت».

## السيرة الذاتية
وُلد ليكلايدر في 11 مارس 1915، في سانت لويس، ميسوري، الولايات المتحدة. كان الطفل الوحيد لجوزيف بارون ليكلايدر، القس المعمداني، ومارغريت روبنيت ليكلايدر. على الرغم من الخلفية الدينية لوالده، لم يكن متدينًا في حياته اللاحقة.
درس في جامعة واشنطن في سانت لويس، حيث حصل على بكالوريوس مع تخصص رئيسي في الفيزياء والرياضيات وعلم النفس في عام 1937 وماجستير في علم النفس في عام 1938. حصل على الدكتوراه  في علم النفس المسموعي من جامعة روتشستر في عام 1942. بعد ذلك، عمل في جامعة هارفارد كزميل باحث ومحاضر في مختبر علم النفس الصوتي من 1943 إلى 1950.
أصبح مهتماً بتكنولوجيا المعلومات، وانتقل إلى معهد ماساتشوستس للتكنولوجيا في عام 1950 كأستاذ مساعد، إذ عمل في لجنة أنشأت مختبر لينكولن التابع لمعهد ماساتشوستس للتكنولوجيا وبرنامج علم النفس لطلاب الهندسة. أثناء تواجده في معهد ماساتشوستس للتكنولوجيا، كان ليكليدر يشارك في مشروع ساج كرئيس للفريق المعني بالعوامل البشرية.
وفي عام 1957، حصل على جائزة فرانكلين إف. تايلور من جمعية علماء النفس الهندسيين. في عام 1958، انتُخب رئيسًا للجمعية الصوتية لأمريكا، وفي عام 1990 حصل على جائزة الكومنولث للخدمة المتميزة.
ترك ليكلايدر معهد ماساتشوستس للتكنولوجيا ليتولى منصب نائب الرئيس في بولت برانيك ونيومان في عام 1957؛ هناك اشترى أول جهاز كمبيوتر بّي دي بّي-1 وأجرى أول عرض عام لتطبيق مشاركة الزمن.
في أكتوبر 1962، عُيّن ليكلايدر رئيسًا لمكتب تقنيات معالجة المعلومات في وكالة مشاريع الأبحاث المتقدمة، وزارة الدفاع الأمريكية التابعة لوكالة مشاريع الأبحاث المتقدمة، وهو تعيين احتُفظ به حتى يوليو 1964. في أبريل 1963، أرسل مذكرة إلى زملائه لتوضيح التحديات الأولى التي تواجه إنشاء شبكة المشاركة الزمنية لأجهزة الكمبيوتر مع برمجيات ذلك الوقت. في النهاية، أدى تصوره لشبكة وكالة مشاريع الأبحاث المتقدمة، السابقة لشبكة إنترنت اليوم.
بعد أن عمل مديرًا لعلوم المعلومات والنظم والتطبيقات في مركز أبحاث توماس جون واتسون التابع لشركة «آي بي إم» في يوركتاون هايتس، نيويورك من عام 1964 إلى عام 1967، انضم ليكلايدر إلى معهد ماساتشوستس للتكنولوجيا كأستاذ للهندسة الكهربائية في عام 1968. خلال هذه الفترة، عمل في نفس الوقت مديرًا لمشروع ماك  حتى عام 1970. أنتج مشروع ماك أول نظام مشاركة زمنية في الكمبيوتر، نظام المشاركة الزمنية المتوافق (سي تي إس إس)، وواحدة من الإعدادات الأولية للإنترنت مع تطوير نظام مولتكس (بدأ العمل عليه في عام 1964). قدمت مولتكس إلهامًا لبعض عناصر نظام التشغيل يونِكس المطورة في مختبرات بِل من قِبل كين تومسن وَ دينيس ريتشي في عام 1970.
بعد فترة، عمل ثانيةً كمدير لمكتب تقنيات معالجة المعلومات (1974-1975)، تم نقل صف أعضاء هيئة التدريس في معهد ماساتشوستس للتكنولوجيا إلى مختبر علوم الحاسوب في المعهد، حيث كان مقرًا له لما تبقى من حياته المهنية. كان عضوًا مؤسّسًا لشركة «إنفوكوم» في عام 1979، والمعروف بألعاب الكمبيوتر الخيالية التفاعلية. تقاعد وأصبح أستاذًا فخريًا في عام 1985. توفي في عام 1990 في أرلينغتون، ماساتشوستس؛ وُضِعت بقايا جثته محترقة في مقبرة ماونت أوبورن.

## العمل

### علم النفس المسموعي
في مجال علم النفس المسموعي، ذُكِر ليكلايدر على نحو أكثر عن طريق نظريته لعام 1951 «نظرية الازدواج في توقع الدرجة الصوتية»، قُدّمَت هذه النظرية في مقالة تم ذكرها مئات المرات، أُعيد طبعه في كتاب عام 1979، وشكَّل الأساس للنماذج الحديثة لتصور الدرجة الصوتية (الحدّة). وكان أول من أبلغ عن كشف الكلام عن طريق الإدراك السمعي.

### البيئة الأرضية شبه الأوتوماتيكية
أثناء تواجده في معهد ماساتشوستس للتكنولوجيا في الخمسينيات من القرن الماضي، عمل ليكلايدر في بيئة أرضية شبه أوتوماتيكية (ساج)، وهي مشروع الحرب الباردة لإنشاء نظام للدفاع الجوي بمساعدة الكمبيوتر. تضمن نظام ساج أجهزة الكمبيوتر التي قامت بجمع وتقديم البيانات إلى عامل تشغيل بشري، ثم اختار الاستجابة المناسبة. عمل ليكلايدر كخبير في العوامل البشرية، ما ساعد في إقناعه بالإمكانات الكبيرة للواجهات البشرية / الحاسوبية.

### تكنولوجيا المعلومات
أصبح ليكلايدر مهتمًّا بتكنولوجيا المعلومات في بداية حياته المهنية. تُنذِر أفكاره بالحوسبة الرسومية، والواجهات البينية التي تعمل بالإشارة والنقر، والمكتبات الرقمية، والتجارة الإلكترونية، والخدمات المصرفية عبر الإنترنت، والبرامج التي من شأنها أن تتواجد في الشبكة وترحل حيثما كانت هناك حاجة إليها. كانت مساهمة ليكلايدر مثل مساهمة فانيفار بوش في تطوير الإنترنت تحتوي على أفكار، وليس اختراعات. وتوقع الحاجة إلى أجهزة كمبيوتر متصلة بشبكة ذات واجهات مستخدم سهلة.
لعب ليكلايدر دورًا رئيسيًا في تصور وتمويل وإدارة البحوث التي توصَّلت إلى أجهزة الكمبيوتر الشخصية الحديثة والإنترنت. في عام 1960، تنبأت نظريته الأساسية عن «التعايش بين الإنسان والحاسوب» بالحوسبة التفاعلية، وواصل تمويل الجهود المبكرة في مجال المشاركة الزمنية وتطوير التطبيقات، وأبرزها عمل دوغلاس إنجيلبارت، الذي أسس مركز أبحاث التعزيز في معهد ستانفورد للأبحاث وأنشأ نظام «أون لاين» الشهير على الإنترنت حيث اختُرعت فأرة الحاسوب (الماوس).
قام أيضًا ببعض الأعمال المبكرة الرائدة للمجلس المعني بموارد المكتبة، فتصور ما قد تبدو عليه مكتبات المستقبل، التي وصفها بأنها «مراكز تفكير» في مقالته لعام 1960.

## روابط خارجية
- جوزيف ليكلايدر على موقع الموسوعة البريطانية (الإنجليزية)